# Digamacris
Digamacris is een geslacht van rechtvleugeligen uit de familie veldsprinkhanen (Acrididae). De wetenschappelijke naam van dit geslacht is voor het eerst geldig gepubliceerd in 1989 door Carbonell.

## Soorten
Het geslacht Digamacris omvat de volgende soorten:
- Digamacris amoenus Stål, 1878
- Digamacris fraternus Carl, 1916